# Aviva Joel
Aviva Joel (hebräisch אביבה יואל; * 28. Oktober 1949 in Tel Aviv) ist eine israelische Schauspielerin.

## Leben
Die Tochter einer Opernsängerin wuchs in Tel Aviv auf und absolvierte dort die Schule bis zur Universitätsreife. Dann besuchte sie zweieinhalb Jahre von 1967 bis 1969 die Schauspielschule Zürich und bildete sich am Actors Studio von Lee Strasberg in New York weiter.
Sie stand schon als Kind auf der Bühne und begann ihre künstlerische Laufbahn 1971 am Stadttheater von Luzern. 1972 ging sie zum Theater Baden-Baden, 1973 an das Atelier-Theater Bern, 1983 schloss sie sich Peter Brook an.
Aviva Joel spielte unter anderem Olivia in Was ihr wollt und Luise in Kabale und Liebe. Sie wirkte in mehreren Filmen und Fernsehspielen mit, wiederholt mit jüdisch-israelischem und schweizerischen Hintergrund. Die Schauspielerin arbeitete als Pflegeassistentin im Krankenheim von Riesbach, wo sie Dichterlesungen und Vorträge mit dem Thema jüdische und jiddische Kultur veranstaltete. Sie ist Mutter von drei Kindern.

## Filmografie
- 1974: Schweizer Wasser
- 1975: Konfrontation
- 1977: Die Soldaten
- 1978: Der doppelte Moritz
- 1978: Die Schweizermacher
- 1980: Achtung Zoll!
- 1982: Ein Stück Himmel (Mehrteiler)
- 1984: Das Arche-Noah-Prinzip
- 1984: Die Libelle (The Little Drummer Girl)
- 1995: Ein klarer Fall
- 1995: Stefanies Geschenk
- 1997: Laura
- 2001: Leo und Claire
- 2006: Grounding – Die letzten Tage der Swissair
- 2009: Wilsberg – Der Mann am Fenster (Fernsehserie)
- 2010: Im Angesicht des Verbrechens
- 2011: Extinction: The G.M.O. Chronicles
- 2011: Familie macht glücklich
- 2011: Tante Pilar in Sturm der Liebe
- 2012: Leuchtturm, Leichen & Pasteten
- 2019: Die Rosenheim-Cops – Drei Schwestern und ein Todesfall
- 2022: Gestern waren wir noch Kinder (Fernsehserie)